# Bell 206
Bell 206 vzdevek JetRanger (slovenski vzdevek Džetak) je družina večnamenskih  eno- ali dvomotornih helikopterjev z dvokrakim glavnim rotorjem. Razvilo ga je ameriško podjetje Bell Helicopter, sprva kot lahki izvidniški helikopter Bell YOH-4 za Ameriško kopensko vojsko, vendar na razpisu ni bil izbran. Bell je potem malo predelal trup in ga začel zelo uspešno prodajati na komercialnem trgu kot Bell 206A JetRanger. Nova različica Bell OH-58 Kiowa je kasneje dobila pogodbo od Ameriške kopenske vojske. Bell je razvil tudi sedemsedežnega LongRanger. Dvomotorna verzija tega helikopterja ima oznako TwinRanger: Jetranger je z več kot 7300 izdelanimi helikopterji, eden najbolj proizvajanih helikopterjev. V Sloveniji ga uporablja Slovenska vojska in policija.
14. oktobra 1960 je Ameriška mornarica hotela lahko observativni helikopter (LOH), na katerem je tekmovalo 13 različnih podjetji, med njimi Hiller Aircraft in Hughes Tool Co., Aircraft Division.

## Tehnične specifikacije (Bell 206B-L4)
- Posadka: 1
- Kapaciteta: 4 potniki
- Dolžina: 39 ft 8 in (12,11 m)
- Premer rotorja: 33 ft 4 in (10,16 m)
- Višina: 9 ft 4 in (2,83 m)
- Površina rotorja: 872 ft² (81,1 m²)
- Prazna teža: 2 331 lb (1 057 kg)
- Maks. vzletna teža: 3 200 lb (1 451 kg)
- Motor: 1 × Allison 250-C20B turbogredni, 420 KM; zmanjšan na 317 KM zaradi omejitev transmisije

- Neprekoračljiva hitrost: 130 vozlov (241 km/h, 150 mph)
- Maks. hitrost: 120 vozlov(222 km/h, 138 mph)
- Dolet: 374 nmi (430 mi, 693 km)
- Višina leta (servisna): 13 500 ft (4 115 m)
- Hitrost vzpenjanja: 1 350 ft/min (6,9 m/s)
- Obremenitev rotorja: 4 lb/ft² (177 N/m²)
- Razmerje moč/teža: 0,26 KM/lb (427,48784 W/kg)